# Jean-Louis Triaud
Jean-Louis Triaud (Bordeaux, 1 november 1946) is een Franse ondernemer en voormalig clubpresident van de voetbalclub Girondins de Bordeaux.

## Girondins de Bordeaux
In 1996 werd Triaud voor het eerst gekozen als president van de club. Hij volgde Alain Afflelou op. In 1999 wist hij het mediaconcern M6 te overtuigen om in de club te investeren en een meerderheidsbelang te nemen. Dit stuitte nogal op weerstand maar Triaud vond dat de club een omslag moest gaan maken om weer successen zoals in de jaren 80 te behalen. Zijn beleid hield in het beter benutten van de eigen jeugdopleiding gecombineerd met het kopen van ervaren spelers. Er werd daarom enerzijds geïnvesteerd in de jeugdopleiding en anderzijds in het binnenhalen van gelouterde spelers. Talenten als Marouane Chamakh, Rio Mavuba en Marc Planus werd het vertrouwen gegeven. Spelers als Vladimír Šmicer en Johan Micoud zorgden voor de ervaring.
Na een onderbreking in 2002 toen Dominique Imbault het voorzitterschap enkele maanden overnam, werd hij eind 2002 opnieuw gekozen.
Onder bewind van Triaud werden tot op heden twee landskampioenschappen (1999 en 2009), drie Franse bekers (2002, 2007 en 2009), Europese successen als de kwart-finales in de UEFA Cup (1999 en 2004) en Champions League (2010) en twee vice-kampioenschappen (2006 en 2008) behaald.
Eind 2009 is Triaud gekozen door het gerenommeerde magazine France Football als voorzitter van het jaar. In een van de uitgaven van het magazine refereert Triaud naar het Arnhemse GelreDome als voorbeeld voor het toekomstige stadion van Girondins de Bordeaux. In 2015 heeft de club het Stade Chaban-Delmas stadion verlaten om een geheel nieuw modern onderkomen te betrekken met tussen de 40000 en 45000 stoelen. Op 9 maart 2017 is Triaud afgetreden en opgevolgd door Stéphane Martin als clubpresident van de Franse club.

## Bordeaux wijn
Triaud bezit de wijnhuizen Château Gloria en Château Saint-Pierre in Saint-Julien-Beychevelle, beiden in de Bordeaux wijnstreek. Zijn schoonvader Henri Martin heeft beide wijnhuizen groot gemaakt.